# Seán Hoare
Seán Hoare (Dublín, 15 de marzo de 1994) es un futbolista irlandés que juega de defensa central en el Dundalk F. C. de la Premier Division de Irlanda.

## Carrera internacional
Hoare fue internacional sub-21 con la selección de fútbol de Irlanda.

## Clubes
| Club                  | País    | Año       |
| --------------------- | ------- | --------- |
| St Patrick's Athletic | Irlanda | 2012-2016 |
| Dundalk F. C.         | Irlanda | 2016-Act. |

## Palmarés

### Títulos nacionales
| Título                     | Club                  | País    | Año  |
| -------------------------- | --------------------- | ------- | ---- |
| Premier Division           | St Patrick's Athletic | Irlanda | 2013 |
| Copa de Irlanda            | St Patrick's Athletic | Irlanda | 2014 |
| Supercopa de Irlanda       | St Patrick's Athletic | Irlanda | 2014 |
| Copa de la Liga de Irlanda | St Patrick's Athletic | Irlanda | 2015 |
| Copa de la Liga de Irlanda | St Patrick's Athletic | Irlanda | 2016 |
| Copa de la Liga de Irlanda | Dundalk F. C.         | Irlanda | 2017 |
| Premier Division           | Dundalk F. C.         | Irlanda | 2018 |
| Copa de Irlanda            | Dundalk F. C.         | Irlanda | 2018 |
| Premier Division           | Dundalk F. C.         | Irlanda | 2019 |
| Copa de la Liga de Irlanda | Dundalk F. C.         | Irlanda | 2019 |
| Supercopa de Irlanda       | Dundalk F. C.         | Irlanda | 2019 |

### Distinciones individuales
| Distinción                            | Año  |
| ------------------------------------- | ---- |
| Equipo del año de la Premier Division | 2018 |
| Equipo del año de la Premier Division | 2019 |